# Wapen van Montfort (Nederland)
Het wapen van Montfort werd van 5 juli 1817 tot 1991 gebruikt door de Nederlands Limburgse gemeente Montfort. In 1991 fuseerde de gemeente met Posterholt, sindsdien wordt het wapen niet meer gebruikt. Het wapen was een sprekend wapen: een fort op een berg (in het Frans een mons).

## Geschiedenis
Tussen 1251 en 1267 lieten de hertogen van Gelre waar nu Montfort ligt een kasteel bouwen, rondom het kasteel ontstond later de plaats Montfort, het is echter ook goed mogelijk dat het kasteel bij de plaats Milmekar werd gebouwd en dat dit later Montfort is gaan heten. Dit kasteel komt later terug in het wapen. Bij de aanvraag van het gemeentewapen werd gevraagd om een groene berg, de Hoge Raad van Adel heeft dit verzoek echter afgewezen. In de 17e eeuw zou er al een zegel met dit wapen zijn gebruikt.

## Blazoenering
De blazoenering van het wapen luidde als volgt:
Een schild van lazuur beladen met een kasteel met 2 van kruisen voorziene gekanteelde torens, alles van goud, staande op den top van een berg of heuvel van hetzelfde.
De voorstelling toont een kasteel met twee torens, op de torens staan kruisen en tussen het dak en de torens kantelen. Het kasteel staat boven op een berg. Niet vermeld in de beschrijving is dat het kruis (op de beide torens) een zogenaamd patriarchaal kruis is, het kasteel respectievelijk een geopende poort heeft en op drie heuvels staat. Het schild is geheel blauwkleurig met daarop een gouden kasteel, de zogenaamde rijkskleuren, maar de kleurcombinatie kan ook afstammen van het wapen van het graafschap Gelre (1236-1339).

## Overeenkomstige wapens
Het wapen van Belfeld heeft overeenkomsten met het wapen van Montfort. Het hartschild op het wapen van Belfeld bevat, net als het wapen van Montfort, een gouden kasteel op een gouden berg.